# Hofanlage Niederstraße 5
Die Hofanlage Niederstraße 5, Ecke Huntorfer Weg in Elsfleth-Burwinkel stammt aus dem 19. Jahrhundert.

Aktuell (2023) wird sie als Wohnhaus genutzt.
Die Gebäude stehen unter Denkmalschutz (siehe auch Liste der Baudenkmale in Elsfleth).

## Beschreibung
Die Hofanlage eines ehemaligen Kötnerhofes auf einer Wurt mit tiefem Grundstück besteht aus:
- dem eingeschossigen giebelständigen Wohn- und Wirtschaftsgebäude von um 1800 als Zweiständer-Hallenhaus in Fachwerk, teils mit Steinausfachungen (Wirtschaftsgiebel, Südseite), ansonsten in Backstein, mit reetgedecktem, auf profilierten Knaggen weit vorkragendem Krüppelwalmdach mit seitlicher Gaube und Niedersachsengiebeln sowie Grooter Door mit Korbbogen,[2]
- dem eingeschossigen giebelständigen kleinen Backhaus aus dem späten 19. Jahrhunderts oder um 1900 in Fachwerk mit Steinausfachungen und Satteldach sowie erhaltenem Backofen,[3]
- dem eingeschossigen Stall, so er noch vorhanden ist,
- sowie weiteren nicht denkmalgeschützten Nebenanlagen.

Das Landesdenkmalamt befand: „… geschichtliche Bedeutung … als beispielhafte Hofanlage einer Kötnerstelle aus der Zeit um 1800 …“

Kötner hatten nur geringen Landbesitz und verrichteten meist zusätzlich handwerkliche Arbeiten oder arbeiteten als Tagelöhner auf Bauern- und Herrenhöfen.